# Haematopota nobilis
Haematopota nobilis är en tvåvingeart som först beskrevs av Grunberg 1906.  Haematopota nobilis ingår i släktet Haematopota och familjen bromsar. Inga underarter finns listade i Catalogue of Life.